# Lewin (Łódź)
Pour les articles homonymes, voir Lewin.
Lewin est une localité polonaise de la gmina de Sadkowice, située dans le powiat de Rawa Mazowiecka en voïvodie de Łódź.